# Seubam Cot
Seubam Cot is een bestuurslaag in het regentschap Aceh Besar van de provincie Atjeh, Indonesië. Seubam Cot telt 169 inwoners (volkstelling 2010).